# Lisanne Frontzek
Lisanne Frontzek (* 22. September 1995 in Kirchheim bei Erfurt) ist eine deutsche Schauspielerin.

## Werdegang
Frontzek spielte bis Anfang 2011 die Rolle der Kim Demme in der Kinder- und Jugendserie Schloss Einstein. 2006 spielte sie in der Folge Gebot 8 – Du sollst nicht falsch Zeugnis reden wider deinen Nächsten der Fernsehserie Unsere zehn Gebote die Rolle der Svea. Frontzek ist die Schwester von Kathleen Frontzek und Adrian Frontzek, die ebenfalls schauspielerisch tätig sind.

## Filmografie
- 2006: Unsere zehn Gebote – Gebot 8 – Du sollst nicht falsch Zeugnis reden wider deinen Nächsten
- 2006: Die Wasserwüste
- 2008: Ein Engel für alle
- 2010–2011, 2020: Schloss Einstein (Folgen 591–640, 951)
- 2012: Die Mädchen Gang